# Немачка лака крстарица Карлсруе
Крстарица Карлсруе је била други брод серије немачких лаких крстарица Кенигсберг изграђених пре Другог светског рата. Укупно је изграђено 3 брода, од којих су два потопљена током инвазије на Норвешку.

## Служба
Карлсруе је поринута 20. августа 1927. године. Од 27. марта 1929. године крстарица официјелно замењује стару крстарицу Берлин, која је искључена из списка борбена флоте. Дана, 15. октобра 1929. године примљена је од комисије и уписана у списак Рајхсмарине, међутим остаје у Вилхелмсхафену до 6. новембра када је брод коначно спреман за службу. Од јануара следеће године крстарица започиње пловна испитивања а истовремено се врши и обука посаде. У периоду 25. мај - 12. децембар 1930. године крстарица прави инострани поход до западне Африке и Јужне Америке. Током прве половине 1931. године брод врши обуку у домаћим водама. Дана, 30. новембра 1931. године крстарица Карлсруе започиње други инострани поход. Овог пута маршрута је западна Индија - Панама - Јужна Америка. На повратку ка домовини, брод посећује неколико лука на источној обали Сједињених Америчких Држава. Након краћег ремонта, Карлсруе се припрема за трећи инострани поход. Током 1933. године плови на релацији Средоземно море - Суецки канал - Источна Азија - Хавајска острва - Панамски канал - источна обала Сједињених Америчких Држава - Шпанија - Немачка.
Следи краћа обука, да би већ 22. октобра 1934. године крстарица кренула у нови инострани поход у воде Јужне Америке. Између 25. јануара и 6. фебруара 1935. године Карлсруе представља немачку на прослави 400. годишњице Перу-а. Октобра месеца исте године брод пролази краћи ремонт и завршава припреме за пловидбу на релацији Западна Африка - Индонезија - Јапан. У Јапанском мору посада пролази подужу обуку, укључујући и борбено гађање из свих оружја на вроду, као и вежбе одбране од ноћног ваздушног напада. Током тог путовања на крстарици се налазила окачена нова застава немачке морнарице. При прелазу Пацифика, брод упада у јаку олују, која оштећује труп. Након краћег ремонта у Сједињеним Америчким Државама, крстарица се враћа у Немачку. У другој половини 1936. године брод пролазу дужи ремонт у Килу. Крајем године Карлсруе учествује у флотској обуци, а затим одлази за Шпанију, где је избио грађански рат, да би са другим немачким бродовима штитила интересе Рајха у шпанским водама. Априла и маја месеца 1937. године брод учествује у великом маневру са новоформираном подморничком флотом адмирала Деница. Следећег месеца Карлсруе је понови у шпанским водама, а након тога пролази краћи ремонт. Септембра исте године заочињу велики маневри флоте који су трајали до почетка 1938. године. Дана, 25. маја 1938. године започиње модернизација већих размера, током које је поправљен труп и замењени авиони новим типом. Модернизација је трајала до марта 1940. године. Брод до тада прави неколоко похода по Балтичком мору. но неуспева да прође цео програм испитивања.
У непотпуном борбеном стању, крстарица Карлсруе је пребачена у Везерминде ради припрема за операцију „Вежба на Везеру - Север“ Карлсруе је укључен као заставни брод 4. групе. Заједно са торпиљерима Гриф, Лухс и Зеадлер, 7 торпедних чамаца (С-7, С-8, С-17, С-30, С-31, С-32 и С-33) из 2. флотиле, бродом база за торпедне чамце „Циндао“, крстарица треба да истовари пешадијски батаљон и артиљеријски дивизјон у Кристиансанд. То је била норвешка поморска база и ту су базирале лаке снаге норвешке флоте. Увече 7. априла 1940. године бродови групе укрцавају војнике и материјалне резерве, и ујутро 8. априла испловљавају и изимају правац Норвешке. Следећег дана при покушају да се промакне поред острва Одеро, заштитна подлога на крстарици Карлсруе је оштећена од обалске артиљерије. Капетан прави још три неуспешна покушаја да форсира теснац. Батерију обалне артиљерије, уништила је Луфтвафе и тек тада торпиљери почињу да искрцавају војску. Два норвешка разарача и две подморнице заједно са неколико торпедних чамаца нису пружили никакав отпор Немцима. По официјелној норвешкој верзији, команданти бродова нису могли да се усагласе дали ратовати против немачких или британских бродова. У 19:00 Карлсруе напушта фјорд у пратње три торпиљера и креће ка Вихелмсхафену. Међутим при изласку из фјорда, крстарицу погађа торпедо испаљено из британске подморнице Трајнт. На броду се недовољно обучена посада труди да спаси брод, но оштећења су велика и након што се посада пребацује на торпиљере, Гриф потапа крстарицу Карлсруе са два торпеда.

## Тактичко-техничке карактеристике
- Тежина:
  - 6.756 тона стандардни депласман
  - 7.700 тона пуни депласман
- Димензије:
  - Дужина: 174,00 метара
  - Ширина: 15,20 метара
  - Газ: 6.28 метара (средњи газ)
- Максимална брзина:
  - 32,1 чвора
- Погон: 6 котла ВМФ, 4 турбине 68.200 КС, дизел уређај МАН 1.800 КС
- Максимална даљина пловљења: 7.300 наутичких миља/ 17 чвора
- Количина горива: 1184 тона нафте и 261 тона дизела
- Наоружање:
  - Главна артиљерија: 3 × 3 топа 150 mm
  - Помоћна артиљерија: 6 × 1 топа 88 mm
  - Противавионска артиљерија: 4 × 2 топа 37 
  - Торпедне цеви: 4 x 3 533 mm
  - Авиони: 2 × Хеинкел Хе 60 или Арадо Ар 196
- Оклоп:
  - Оклопни појас: 30-50 
  - Палуба: 10-40 mm
  - Артиљеријске куле 150 mm: 20-30 mm
- Посада: 820 официра и морнара